# Robin Wood
Robin Wood (Caazapá, 24 de gener de 1944 - Encarnación, 17 d'octubre de 2021) va ser un guionista de còmic paraguaià reconegut mundialment per sèries com Nippur de Lagash i Dago, realitzades aquestes principalment per a la editorial argentina Columba. Va crear més de 95 personatges i 10.000 guions d'historietes.
A causa de la gran producció de Wood, les quatre grans revistes de l'editorial Columba (El Tony, Interval, Fantasía i D'Artagnan) es van omplir d'històries seves, per la qual cosa va haver de crear diferents pseudònims perquè el seu nom no es repetís en l'índex de cada revista. Així van sorgir Mateo Fussari, Robert O'Neill, Noel Mc Leod, Roberto Monti, Carlos Ruiz, Rubén Amézaga i Cristina Rudlinger, tots ells pseudònims darrere els quals s'ocultava Robin Wood.
La seva producció es divideix en dues etapes: la primera i clàssica, a l'Argentina; i una segona etapa fins a la seva mort, en la qual Wood treballava i vivia principalment a Europa.

## Biografia

### Orígens
Descendent d'australians, els seus avis pertanyien a un grup de socialistes fabians, que després d'una vaga de esquiladors, van decidir fugir del país i radicar-se a algun lloc on poguessin viure els seus valors. El 1900 van arribar al Paraguai, on van fundar la ciutat de Nueva Australia.

### Infància i joventut
Àvid lector des de molt jove, Robin Wood es va criar en una petita comuna d'irlandesos i escocesos. La seva mare no va poder mantenir-lo i durant diverses etapes de la seva infància va viure en diversos orfenats, de manera que la seva educació formal no va passar de la educació primària. Mai va conèixer al seu pare, però va alimentar la seva imaginació amb els relats de la seva àvia, qui no parlava una paraula de castellà, però havia recorregut els llocs més exòtics del món.
Autodidacta i gran lector des dels seus primers anys, amb només els estudis bàsics complets, va haver de començar a treballar des de molt jove a diferents ciutats del seu país i de l'Argentina.

### Inicis com historietista
Es va traslladar a Buenos Aires, Argentina, per a realitzar diversos treballs menors. A Buenos Aires, vivint pràcticament en la misèria, decideix acudir a l'Escola Panamericana d'Art d'aquesta ciutat, per complir el seu somni de ser reconegut com a dibuixant i guionista. És allà on aconseguiria per fi publicar el seu primer guió d'historietes, en el que seria una fructífera relació amb l'Editorial Columba.
Posteriorment coneix a el dibuixant Lucho Olivera, que ja treballava en el sector, que li proposa dibuixar sobre un guió escrit per Wood sobre un tema d'què tots dos eren apassionats: els sumeris. És el naixement del personatge més famós dels creats per Wood i un dels personatges emblemàtics de la historieta argentina : l'heroic i filosòfic general sumeri Nippur de Lagash (que pren el seu nom de l'antiga ciutat de Nippur en la qual neixen els seus pares, i el epítet de Lagash de la ciutat de Lagash, de la qual s'ha d'exiliar a la força).
En aquest període, va crear també Dennis Martin, Mi novia y yo i Jackaroe.

### Viatger
Una vegada que va començar a guanyar diners amb els còmics, Robin Wood (com molts dels seus personatges) es va dedicar a viatjar pel món, mentre enviava nous guions a la seva editorial argentina.
Prestigiós per les seves històries realistes, amb diàlegs tallants i precisos, també va crear Mark, Pepe Sánchez, Savarese, Dago, Dax, El Cosaco, Ibáñez, Mojado i Morgan.
Es va casar amb una danesa, Anne Mette, amb la qual va tenir quatre fills: Kevin, Dennis, Alexandra i Philip. La seva segona esposa, Graciela Stenico, és paraguaiana i administra l'empresa que es va constituir amb la prolífica obra de Wood, vivint tots dos amb el fill que van tenir a Encarnación, Paraguai. Wood es va retirar de l'escriptura per motius de salut.
Robin Wood va viure entre les ciutats de Asunción, Barcelona, Copenhaguen i Buenos Aires.
Va morir el 17 d'octubre de 2021 a Encarnación, Paraguai, «víctima d'una penosa malaltia», segons va confirmar la seva dona amb una publicació al seu compte de la xarxa social de Facebook.

## Obra
| Anys            | Títol                             | Dibuixant                        | Publicació                |
| --------------- | --------------------------------- | -------------------------------- | ------------------------- |
| 1966            | Aquí, la legión                   | Lucho Olivera                    | D'artagnan 135            |
| 05/1967-        | Nippur de Lagash                  | Lucho Olivera                    | D'artagnan 151            |
| 1967-1978       | Dennis Martin                     | Lucho Olivera, Lito Fernández    | D'artagnan 157-           |
| 1968            | Mi novia y yo                     | Carlos Vogt                      | Intervalo                 |
| 1968-           | Jackaroe                          | Gianni Dalfiume                  | El Tony                   |
| 12/1975-8/1989  | Los Aventureros                   | Gómez Sierra (Enrique Villagrán) | El Tony                   |
| 12/1975-        | Pepe Sánchez                      | Carlos Vogt                      | El Tony Super Color n.º 1 |
| 04/1977-07/1989 | Or-Grund                          | Ricardo J. Villagrán             | D'artagnan                |
| 1977-           | Kayan                             | Gómez Sierra (Enrique Villagrán) | Fantasía                  |
| 1977            | Mark                              | Ricardo Villagrán                | Anuario El Tony n.º 13    |
| 28/12/1978      | Savarese                          | Domingo Mandrafina               | D'artagnan Anuario n.º 5  |
| 1979-1988       | Helena                            | García Seijas                    | Intervalo                 |
| 1981-           | Dago                              | Alberto Salinas                  | Nippur Magnum             |
| 12/1981-2/1982  | Trilogía vikinga (2a versió)      | Ricardo Villagrán                | Fantasía n.º 71-73        |
| 1-07/1983-      | Ibáñez                            | Enrique Breccia                  | D'artagnan                |
| 08/1984-03/1987 | Holbeck                           | Alberto Macagno                  | D'artagnan                |
|                 | Troels                            | Jorge Zaffino                    | El Tony                   |
| 1988-           | Kozakovich & Connors              | García Durán                     | El Tony                   |
| 04/-05/1988     | Las manos llenas de diamantes     | Lito Fernández                   | Intervalo                 |
| 6/1990-11/1993  | Larsen & Finch                    | Carlos Casalla                   | Fantasía                  |
| 2/1991-12/1995  | Port Douglas                      | Gerardo A. Canelo                | Fantasía                  |
| 2/1991-08/1993  | Danske                            | Enrique Villagrán                | El Tony                   |
| 12/1991-11/1996 | Anders                            | Alfredo Falugi                   | Nippur Magnum             |
| 12/1991-02/1992 | Todos los trenes de Alemania      | Emiliano Parmiggiani             | Intervalo                 |
| 04-07/1992      | Se busca una secretaria           | Carlos Vogt                      | Intervalo                 |
| 1992-           | Martin Hel                        | Lito Fernández                   | D'artagnan                |
| 09-12/1992      | Las aventuras de "Tiburón" Barker | Alfredo Falugi                   | Intervalo                 |
| 01-04/1993      | Los salvajes niños de la memoria  | Percy Ochoa                      | Intervalo                 |
| 02/1993-11/1993 | Merlín                            | Enrique Alcatena                 | Nippur Magnum             |
| 04/1993-        | Amanda                            | Alfredo Falugi                   | Intervalo                 |
| 12/1994-08/1996 | Starlight                         | Juan Zanotto                     | Nippur Magnum             |
| 03/1995-04/1997 | El Peregrino                      | Walter Taborda                   | Nippur Magnum             |

## Reconeixements
En la seva extensa carrera, Robin Wood va rebre diversos premis i reconeixements per la seva obra. Aquests són alguns dels més importants:
- Per la seva obra, es va fer creditor a el premi de «Millor Guionista de l'Món» a la Biennal de Còrdova.[8]
- Va rebre el Premi Yellow Kid el 1997 a Roma com el màxim premi atorgat pel XX Salone Internazionale de Còmics del Film de Animazione i de l'Ilustrazione.[9]
- Premi Gran Creador a Falconara, Itàlia.
- Premi Pléyade, atorgat per l'Asociación de Editores de Argentina.
- Premi d'Honor al Festival de la Historieta del Mercosur, celebrat a Asunción (Paraguai) en l'any 2000.
- En Caazapá, el Departament del Paraguai on va néixer, la Governació i la seva població van dur a terme la creació de el Parc Robin Wood en honor seu.
- Premi Ricardo Barreiro, de l'associació Argh! d'Espanya.[10]